# Tabula Rasa (Izgubljeni)
Tabula Rasa (latinski izraz za praznu ploču) je treća epizoda prve sezone televizijske serije Izgubljeni. Režirao ju je Jack Bender, a napisao Damon Lindelof. Prvi puta se emitirala 6. listopada 2004. godine na televizijskoj mreži ABC. Glavni lik radnje epizode je Kate Austen (Evangeline Lilly). 

## Radnja

### Flashback
U radnji koju pratimo tijekom ove epizode, a koja se odvija prije pada zrakoplova na otok, Kate Austen se nalazi u Australiji i budi ju farmer Ray Mullen (Nick Tate) koji želi znati zbog čega ona spava u njegovoj staji. Koristeći svoj alias Annie, Kate dobiva posao na farmi. Prilikom odlaska s farme prihvaća poziv Raya koji ju želi odvesti do željezničke stanice, ali usput otkriva da je on zapravo planira predati vlastima kako bi pokupio nagradu koja je raspisana na njezinoj tjeralici. Nakon što vidi da američki maršal Edward Mars (Fredric Lane) vozi iza njih, ona naglo skreće automobil i uzrokuje prometnu nesreću pored ceste. Izgubi šansu za bijegom, ali svejedno pomaže onesviještenom Rayu i vadi ga iz gorućeg automobila prije nego što ju maršal uhiti. 

### Na otoku
Treći je dan nakon zrakoplovne nesreće, 24. rujna 2004. godine, a skupina koju sačinjavaju Kate Austen, Sayid Jarrah (Naveen Andrews), Charlie Pace (Dominic Monaghan), James "Sawyer" Ford (Josh Holloway), Boone Carlyle (Ian Somerhalder) i Shannon Rutherford (Maggie Grace) vraća se s planine i odluči ne reći ostalima za radio poruku Francuskinje koju su čuli, jer će time izazvati paniku i depresiju kod ostalih preživjelih. Nakon svađe oko toga tko će zadržati pištolj, ostali se slože da bi to trebala biti Kate. Prilikom dolaska na plažu, Kate potajice kaže Jacku Shephardu (Matthew Fox) o radio poruci. 
Grupa preživjelih nastavlja se brinuti o maršalu Marsu. Tijekom procesa, Jack i Hugo "Hurley" Reyes (Jorge Garcia) otkriju da je Kate bivša optuženica i bjegunac. Maršal se nalazi u velikim bolovima zbog čega pate i ostalih preživjeli koji vjeruju da ga Jack ne može spasiti. Kaže Jacku da želi razgovarati s Kate kako bi saznao koju joj je to molbu on trebao ispuniti, a koju je tražila tijekom vožnje u zrakoplovu prije nesreće. Dok se Kate nalazi u šatoru, Hurley otkriva Jacku da ju je vidio ranije s pištoljem. Jack vidi da Kate napušta šator u kojem se nalazi maršal i uskoro začuje pucanj; Sawyer izlazi iz šatora nedugo potom. Objašnjava da je pucao maršalu u prsa, ciljajući u njegovo srce kako bi ga poštedio muka. Međutim, promašio je i umjesto srca pogodio maršalovo pluće zbog čega se ovaj nalazi u još jačim bolovima. Jack govori Sawyeru da će sada trebati sati prije nego maršal iskrvari te ga izbacuje iz šatora. Nakon zvukova borbe koji dopiru iz šatora, Jack izlazi vidno uznemiren i prolazi pokraj Sawyera bez riječi. Implicirano je da je Jack bio prisiljen ugušiti maršala kako bi ga poštedio daljnjih muka.
U međuvremenu Michael Dawson (Harold Perrineau) upita svog sina Walta Lloyda (Malcolm David Kelley) o razgovoru kojeg je vodio s Johnom Lockeom (Terry O'Quinn). Walt govori Michaelu da Locke vjeruje da se na otoku mogu dogoditi čuda; Michael nakon toga upozori svog sina da se više ne druži s Lockeom. Walt je ljutit zbog toga i govori mu da on nije njegov otac i da još uvijek mora pronaći svog psa Vincenta. Otac mu odgovori da će ga nastaviti tražiti nakon što prestane kišiti. U tom trenutku kiša prestane. Michael započne tražiti Waltovog psa Vincenta (Madison) po džungli. Međutim, glasna rika totalno ga uspaničari i on počne bježati te naleti na polugolu Sun-Hwa Kwon (Yunjin Kim) koja se kupa. Oboma im je neugodno, a Michael se nekako uspije ispričati. Locke u konačnici pronalazi Vincenta koristeći zviždaljku koju je sam napravio; međutim umjesto Waltu psa donese Michaelu i kaže mu da mu ga on vrati budući smatra da djetetov otac mora biti taj koji će svom sinu vratiti psa.
Kate kaže Jacku da mu želi reći o njezinom zločinu, ali on to odbija govoreći da njihovi prijašnji životi više nisu važni i da su svi umrli kada se avion srušio na otok.
Epizoda završava kadrom kompletne glumačke postave koja se naočigled čini sretnom i optimističnom dok tajanstveni Locke promatra Walta i Michaela iz daljine.

## Produkcija
U ovoj epizodi korištene su dvije pjesme: "Wash Away (Reprise)" u izvedbi Joea Purdyja i "Leavin' on Your Mind" u izvedbi Patsy Cline.
Josh Holloway koji u seriji glumi lik Sawyera upitao je jednog od autora serije Carltona Cusea kako to da Sawyer nije uspio eutanizirati maršala. Cuse je istaknuo da su scenaristi smatrali da bi to bilo zbilja neobično pa su u kasnijim epizodama ubacili činjenicu da je Sawyer dalekovidan zbog čega će mu biti potrebne naočale u epizodi Deus Ex Machina.

## Reakcije
Epizodu Tabula Rasa gledalo je 16.54 milijuna Amerikanaca. IGN je dao ocjenu epizodi 7.7/10, a posebno je hvaljena gluma i činjenica da je kontrast likova vrlo dobro pogođen.

## Vanjske poveznice
- "Tabula Rasa"  Arhivirana inačica izvorne stranice od 20. kolovoza 2011. (Wayback Machine) na ABC-u